# Itchy & Scratchy & Marge
"Itchy & Scratchy & Marge" är det nionde avsnittet i den andra säsongen av den amerikanska, animerade komediserien Simpsons. Det sändes på amerikanska FOX den 20 december 1990. I detta avsnitt, som till stor del är en satir över de amerikanska censurlagarna, slår Maggie Homer med en hammare, och Marge lägger skulden på det våldsamma barnprogrammet The Itchy & Scratchy Show. Avsnittet skrevs av John Swartzwelder och var det första att regisseras av Jim Reardon. Alex Rocco gör sitt första av tre gästmedverkanden som Roger Meyers, Jr.

## Handling
Bart och Lisa sitter och tittar på ett avsnitt av Itchy & Scratchy. Även Maggie tittar. I avsnittet slår Itchy Scratchy i huvudet med en hammare. Under tiden håller Homer på med att bygga en kryddhylla åt Marge. Medan han håller på med det, kommer Maggie nerkrypande på trappan bakom honom och slår en hammare i huvudet på Homer. Marge förstår till en början inte alls hur Maggie kunnat göra något sådant, men när hon ser ett avsnitt av Itchy & Scratchy och hur Maggie sedan gör samma sak, inser hon vad det beror på. Marge förbjuder Bart och Lisa från att se programmet, men de fortsätter ändå att titta hemma hos vänner. Marge skriver ett argt brev till programmets producenter och ber dem att tona ner våldet - Roger Meyers, Jr., VD för Itchy & Scratchy International, svarar henne att en ensam tokstolle inte kan göra någon skillnad. Marge bestämmer sig då för att "visa vad en tokstolle kan göra".
Marge bildar SNUH ("Springfieldians for Nonviolence, Understanding, and Helping") och tvingar resten av familjen att demonstrera med skyltar utanför Itchy & Scratchy Studios. Marges protest får stor uppmärksamhet, och snart börjar fler demonstrera. Man börjar även hacka på The Krusty the Klown Show, där Itchy & Scratchy visas. Marge medverkar i Kent Brockmans program Smartline, där hon konfronterar Roger Meyers över våldet och föreslår att oroade föräldrar skickar brev till honom. Snart väller det in arga brev till studion, och Meyers går till slut med på att ta bort våldet i Itchy & Scratchy. I det första, våldsfria avsnittet sitter Itchy & Scratchy på en veranda och dricker saft, och det är ungefär allt som händer. Bart, Lisa och de andra barnen i Springfield gillar inte det uppstädade programmet, utan stänger av TV:n och går ut och leker. Föräldrarna, inte minst Marge, ser glatt på barnens nya fritidsintressen.
Ett tag är allt frid och fröjd, men så beslutas det att Michelangelos David ska visas upp i några amerikanska städer, bland annat Springfield. Medlemmarna i SNUH försöker få Marge att protestera mot den nakna mansstatyn, men Marge anser att statyn är ett konstverk. Hon inser till slut att det är fel att censurera en konstform men inte en annan, och ger upp sin "antitecknatvåldsprotest". Itchy & Scratchy går genast tillbaka till sin gamla programform och barnen i Springfield lämnar utomhuslekarna och fortsätter titta på TV. Homer och Marge går och tittar på David, och Marge uttrycker sin besvikelse över att barnen hellre tittar på tecknad film än på skulpturen. Hon skiner dock upp när Homer berättar att skolan kommer tvinga dit dem.

## Produktionen
Itchy & Scratchy & Marge är ett hyllat avsnitt som tar upp problemen kring censurlagarna och som tillät författarna att ha med mycket Itchy & Scratchy, något som många fans länge hade bett om. Avsnittet skrevs av John Swartzwelder, som älskade Itchy & Scratchy och som skrev många avsnitt med dem i centrum. Avsnittet var särskilt inspirerat av Terry Rakolta, som protesterade mot Våra värsta år. Under arbetet med avsnittet, som tar upp ett svårt ämne (inte minst i USA), försökte författarna att inte visa ett särskilt budskap, utan istället visa det ur båda sidors synvinkel, oavsett vad författarna själva tyckte. När avsnittet premiärsändes i USA blev det problem med Foxsatelliten, så hela den amerikanska västkusten gick miste om den första tredjedelen.
Detta var det första avsnittet som regisserades av Jim Reardon, som strax innan hade gjort en skolfilm med namnet "Bring Me the Head of Charlie Brown", som var väldigt våldsam, en erfarenhet han skulle komma att ha stor nytta av i arbetet med detta avsnitt. Många av arbetarna i Itchy & Scratchy-studion är karikatyrer av verkliga personer: tecknaren som ritar Marge som ekorre är baserad på Filmationarbetaren Eddie Fitzgerald, och de tre personerna som sitter bredvid Meyers när han ber Marge om idéer är karikatyrer av Rich More, David Silverman och Wes Archer.
Alex Rocco gör sin första av tre gästroller som Roger Meyers. Många av Simpsonsarbetarna var stora fans till Gudfadern, och Jim Reardon försökte få in en scen i storyn där Meyers blir skjuten i ögat, precis som Roccos figur Moe Green.
Det långa montaget av barnen som leker i Springfield regisserades av Bob Anderson, och gör en satirisk poäng av att säga motsatsen av vad författarna ansåg. Delen skrevs av John Swartzwelder, och idén att använda Pastoralsymfonin av Ludwig van Beethoven fanns med i originalmanuset. James L. Brooks ville att avsnittet skulle sluta med montaget, men författarna höll inte med.
Roger Meyers, Jr. och Sideshow Mel gör sina första framträdanden i detta avsnitt, även om den senare dock inte skulle få någon replik förrän i avsnittet "Black Widower".